# Genicanthus melanospilos
Genicanthus melanospilos là một loài cá biển thuộc chi Genicanthus trong họ Cá bướm gai. Loài này được mô tả lần đầu tiên vào năm 1857.

## Từ nguyên
Từ định danh của loài trong tiếng Latinh có nghĩa là "đuôi có sọc" (melanos: "màu đen" + spilos: "vệt đốm"), hàm ý đề cập đến đốm đen lớn trên ngực (gần gốc vây bụng) của cá đực.

## Phạm vi phân bố và môi trường sống
G. melanospilos có phạm vi phân bố tập trung ở Tây Thái Bình Dương, thưa thớt hơn ở Đông Ấn Độ Dương (được biết đến tại quần đảo Cocos (Keeling), đảo Giáng Sinh và bãi cạn Rowley). Loài này được ghi nhận trải rộng trên hầu hết vùng biển các nước Đông Nam Á, ngược lên phía bắc đến đảo Đài Loan và vùng biển Nam Nhật Bản (bao gồm quần đảo Ogasawara và quần đảo Ryukyu), về phía đông đến một số các đảo quốc, quần đảo thuộc châu Đại Dương, phía nam trải dài đến Nouvelle-Calédonie và các rạn san hô trên biển San Hô.

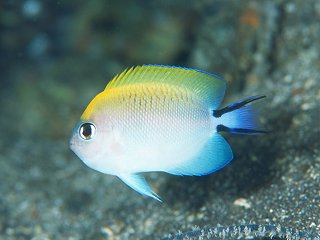
Cá con

G. melanospilos sống gần các rạn san hô và đá ngầm ở mặt trước rạn, thường ở khu vực có nền đáy cát xen lẫn đá vụn, độ sâu khoảng từ 20 đến 80 m.

## Mô tả
G. melanospilos có chiều dài cơ thể tối đa được biết đến là 18 cm. Chúng là một loài dị hình giới tính. Cá đực có màu xám nhạt hoặc màu be (sẫm màu hơn ở lưng và thân trên) với các vệt sọc đen ở hai bên thân và trên cả đỉnh đầu. Một đốm đen lớn trên ngực (gần gốc vây bụng) và các thùy vây đuôi rất dài. Đuôi, vây lưng và vây hậu môn dày đặc các chấm màu vàng, có viền xanh lam óng. Cá cái và cá con có màu vàng tươi ở thân trên, chuyển dần thành màu xám nhạt ánh xanh lam ở thân dưới. Hai thùy vây đuôi dài, có viền đen.
Số gai vây lưng: 15; Số tia vây ở vây lưng: 15–17; Số gai vây hậu môn: 3; Số tia vây ở vây hậu môn: 17–18.

## Sinh thái
Thức ăn của G. melanospilos là những loài động vật phù du. G. melanospilos thường sống thành từng nhóm nhỏ (khoảng 3 đến 7 cá thể), với một con đực thống trị cùng bầy cá cái trong hậu cung của nó.
G. melanospilos được ghi nhận là đã lai tạp với ba loài cùng chi là Genicanthus semifasciatus (tại vùng biển Nam Nhật Bản và Bắc Philippines), Genicanthus bellus và Genicanthus lamarck (đều tại Philippines).
G. melanospilos thường được đánh bắt và xuất khẩu trong ngành thương mại cá cảnh.